# Beiersdorf (Sassonia)
Beiersdorf è un comune di 1 094 abitanti della Sassonia, in Germania.

Appartiene al circondario di Görlitz ed è parte della Verwaltungsgemeinschaft Oppach-Beiersdorf.